# Моделювання на основі елементів прогнозування
Моделюва́ння на осно́ві елеме́нтів прогнозува́ння — моделювання, яке ґрунтується на результатах, які на момент прийняття рішення ще невідомі або знаходяться в недосліджуваному діапазоні значень аргументів.

## Екстраполяція результатів
Екстраполяція результатів застосовується, якщо бажано знати зна-чення функції у(х*), аргумент якої х* лежить поза досліджуваним діапазоном. Екстраполяція основана на апроксимації існуючих даних тією або іншою залежністю і розрахунку за нею значення функції в потрібній області значень аргумента. Вона здійснюється найчастіше з використанням поліномів першого і другого ступенів. Чим далі знаходиться область, яка екстраполюється, тим більше імовірність похибки.
Найпростіше виконувати екстраполювання для функції одного аргумента. У цьому випадку прогноз здійснюється таким чином:
- – за відомими значеннями х і у будується графік і по кривій вибирають порядок полінома. Для спрощення наступних розрахунків змінні краще центрувати відносно постійної складової;
- – для явно лінійної залежності y = b0 + b1 по останніх двох точках знаходять параметри прямої b0 і b1;
- – для нелінійної залежності використовують поліном другого ступеня, вибирають три останні точки і знаходять коефіцієнти b0 , b1 і b2;
- – якщо спостерігається розкид точок, визначати параметри полінома по трьох останніх точках не можна і слід використовувати метод найменших квадратів.

## Інтерполяція результатів
Інтерполяційні формули дозволяють розрахувати значення функції при значенні аргументу, який знаходиться всередині досліджуваного інтервалу. Наприклад, при значенні аргументу х0 , х1 , х2 , … , хі , … , хп відомо значення функції у0 , у1 , у2 , … , уі , … , уп . Необхідно визначити величину функції у* при х = х* , якщо х* лежить в діапазоні х0 ≤ х*≤ хп . Для рішення таких задач існує багато інтерполяційних формул. Найбільш зручна для технічних розрахунків інтерполяційна формула Лагранжа, тому що вона не накладає обмежень на інтервал зміни х. Інтерполяція полягає в тому, що експериментальні точки апроксимуються поліномом. У загальному вигляді формула Лагранжа має вигляд:
{\displaystyle \ y_{j}(x)=\prod _{i=0,j\neq i}^{n}{\frac {x-x_{i}}{x_{j}-x_{i}}}={\frac {x-x_{0}}{x_{j}-x_{0}}}\cdots {\frac {x-x_{j-1}}{x_{j}-x_{j-1}}}{\frac {x-x_{j+1}}{x_{j}-x_{j+1}}}\cdots {\frac {x-x_{n}}{x_{j}-x_{n}}}\,}